# 月下秀之
月下 秀之（つきもと ひでゆき、1972年 - ）は、日本の映画監督・AV監督・脚本家である。
ドラマ性の強い作品を得意とするが、いわゆるアダルトビデオ特有のゆるいドラマとは違った極端な演出、業界では禁じ手とされるスプラッターや残酷性を取り入れたエログロな変態猟奇ロマンで知られる。エロ本やビニ本の末裔としてのAVではなく、江戸川乱歩やカストリ雑誌の流れを意識的に継承しようとしている感がある。そのユニークな作風から海外ではカルト・ホラーの監督として一部で人気がある。2020年発売のVシネマ作品で本格的に映画監督としても活動を開始した。
一部で（つきした）と表示されていることもあるが（つきもと）が正解である。香川県出身。

## 経歴
テレビディレクターやコピーライターなど職を転々とした後、AV制作会社に入社。当初は監督になるつもりはなかったと「ビデオ・ザ・ワールド」（コアマガジン）2002年5月号のインタビューで語っている。
会社の解散とともにフリーとなり、継続して作品を発表。とくに、グローバルメディアエンタテインメントで監督した「女の事件簿シリーズ」は、実際の事件を題材とした問題作で新聞各紙で話題となった。
2010年以降、過去のAV作品のいくつかが海外でホラー映画として認識、評価されている。
2015年からはプロデューサーとしても活動を開始。新メーカー「ZIZ」「Eドラ!」を率いて作品の監修・プロデュースを行っている。
ブログによると、2020年2月から竹書房より発売のVシネマレーベル「Dream Theater」で監督作品を発表、7月には『メガネっ娘任侠伝』（監督・脚本）が東映チャンネルで放送された。

## 主な監督作品

### アダルトビデオ
- 『加藤鷹のイカせ拷問2 熟女スーパースター悶絶!』（マックス・エー）
- 『未亡人若女将 私を地獄へ連れてって』（東京音光）
- 『未亡人女教師2』（東京音光）
- 『ザ・夜這い 闇に咲く熟れた女芯』（東京音光）
- 『樹海レイプ 小早川まりん』（MOODYZ）
- 『耐える女を見るのは男の楽しみだ!女子プロレスラー悶絶』（ケイ・エム・プロデュース／ホットエンターテイメント）
- 『癒し系ペット 手コキねこ』（北都）
- 『癒し系ペット 手コキうさぎ』（北都）
- 『近親相姦・倒錯痴態物語』（アウダースジャパン）
- 『ザ・夜這い2 淫獣たちの夜会』（東京音光）
- 『LOVEGIRL 椎名真希／オムニバスの一話ピアノ教師編』（MOODYZ）
- 『2匹のすっぽん熟女』（東京音光）
- 『ザ・夜這い3』（東京音光）
- 『ザ・トリプル不倫』（東京音光）
- 『加藤鷹の痴女仕置人。』（ケイ・エム・プロデュース）
- 『女郎蜘蛛 川奈まり子』（メビウスエンターテイメント）
- 『ザ・女獣 レズビアンレイプ』（東京音光）
- 『月下秀之の現代レイプ犯罪史』（東京音光）
- 『発禁寸前 残酷レイプ』（メビウスエンターテイメント）
- 『我慢娘』（メビウスエンターテイメント）
- 『東京ぎゃるずマガジン』（宇宙企画）
- 『転校性 梅宮かおる』（メビウスエンターテイメント）
- 『SM（裏）風俗の女』（シネマジック）
- 『義母のM汁5』山口玲子（シネマジック）
- 『残酷異常性愛カルテ・内臓レイプ』（パジェント）
- 『服従の奉仕メイド6』月野しずく（シネマジック）
- 『女囚拷問秘録』（シネマジック）
- 『新近親遊戯・淫母相姦12』（グローバルメディアエンタテインメント）
- 『新近親遊戯・続・蔵の中の私10 紫彩乃』（グローバルメディアエンタテインメント）
- 『眼鏡とワタシ』（ビップ）
- 『柚月ららレンタル中!?』（ビップ）
- 『リボン劇場・完全版 必見!3人同時フ○ラ』（ビップ）
- 『女の事件簿シリーズ 福間和子5459日性の逃避行 神はなぜ私に乳房を与えたのか』（グローバルメディアエンタテインメント）
- 『女の事件簿シリーズ2 林真由美和歌山の熟欲 性と欲に飢えた和歌山毒物カレー事件』（グローバルメディアエンタテインメント）
- 『女の事件簿シリーズ3 昭和53年郡山の女教祖 生き観音となり地獄に落ちた薄幸の人妻』（グローバルメディアエンタテインメント）
- 『女の事件簿シリーズ4 本当にあった中出し親娘 刑法200条「尊属殺」に違憲判決が下された栃木の事件』（グローバルメディアエンタテインメント）
- 『女の事件簿シリーズ5 金に溺れた中洲の美人ママ 金のためなら己の股を武器に誘惑する女』（グローバルメディアエンタテインメント）
- 『オバンコ学園レズ組』シリーズ（グラブ）
- 『近親相姦 母親監禁飼育』（グラブ）
- 『近親相姦 高校教師の母』（グラブ）
- 『近親相姦 体育教師の母』（グラブ）
- 『レズビアン星人の誘惑』（グラブ）
- 『レズのいけにえ 愛妻献上』シリーズ（グラブ）
- 『近親相姦 ある村に伝わる元服の儀式・その生贄となった母と息子』（グラブ）
- 『近親相姦 奥様はママ』（グラブ）
- 『近親相姦 T市少年監禁事件』（グラブ）
- 『生贄母子』（マドンナ）
- 『女探偵猟奇地獄』（ギガ）
- 『日本女拷問史』（ギガ）
- 『美少女探偵拷問』（ギガ）
- 『巫女拷問』安藤なつ妃（ギガ）
- 『女子体操選手拷問』（ギガ）
- 『スチュワーデス拷問』（ギガ）
- 『女囚拷問』（ギガ）
- 『残酷異常性愛カルテ・内臓レイプ 完全版』（ジャパンムービー）
- 『内臓エクスタシー』（ジャパンムービー）
- 『淫欲SEX教団 カルトに寝取られた人妻』（ジャパンムービー）
- 『淫欲SEX教団S（スペシャル） 人妻・幸恵の性愛修行』（ジャパンムービー）
- 『愛の匂い Smell of Love 女体ソムリエ・ペドロ松岡が教える究極のSEXの味わい方。』（シネマ・コーポレーション）
- 『週末奴隷～愛する夫のために他人に身を捧げる美人妻～』白木優子（マドンナ）
- 『メガネっ娘仁義！』みづなれい（Ｅドラ！）
- 『鋼鉄の魔女アンネローゼVS対魔忍アサギ～2大ヒロイン屈辱のアヘ顔陥落～』波多野結衣 三原ほのか 佳苗るか（ZIZ）　総監督

### アダルトアニメーション
- 『妻ネトリ・凌辱輪廻』（ZIZ）　アニメ脚本

### オリジナルビデオ
- 『ガールズ・コマンドー』（2020年、竹書房）総監督[1]
- 『メガネっ娘任侠伝』（2020年、竹書房）監督／脚本[2]
- 『デッド・オア・スレイブ～銀行籠城ソドムの5日間』（2020年、竹書房）総監督[3]
- 『エクスタシー霊媒師 ミコ～死者の恋わずらい～』（2020年、竹書房）総監督[4][5]
- 『デビルス・エクスタシー～夢魔伝説～』（2020年、竹書房）監督[6]
- 『ヴァンパイア・フレンズ～吸血少女の孤独～』（2020年、竹書房）総監督[7]
- 『改造少女 サイボーグ・ガールズ』（2020年、竹書房）監督[8]
- 『就活デスゲーム～生贄投票～』（2020年、竹書房）総監督[9][10]
- 『極道アパート』古川いおり（2021年6月、竹書房）脚本・監督[11]
- 『極道アパート part2』石原希望（2021年、シネマファスト）脚本・監督
- 『極道アパート part3』竹内有紀（2022年、シネマファスト）脚本・監督
- 『任侠温泉旅館』（2023年、シネマファスト）脚本・監督